# 陈文彪
陈文彪（1910年—1962年），中国人民解放军将领、中国人民解放军开国少将。
曾任中国人民解放军总军械部第三副部长。1955年，授予中国人民解放军少将。
1962年11月24日下午在北京逝世。